# Karolina Arewång-Höjsgaardová
Karolina Arewång-Höjsgaard (* 12. březen 1971, Borlänge) je švédská reprezentantka v orientačním běhu v současnosti žijící v městě Borlänge. Jejím největším úspěchem jsou dvě zlaté medaile ze štafet a longu na Mistrovství světa v roce 2004 ve švédském Västerås. V současnosti běhá za švédský klub Domnarvets GOIF.